# Teals
Theales és el nom botànic amb el nivell d'ordre. Aquest nom va ser usat en el Sistema Cronquist  per a un ordre en la subclasse Dilleniidae, en la versió del sistema de l'any 1981 la seva circumscripció va ser:
- ordre Theales

Famílies:
- Ochnaceae
- Sphaerosepalaceae
- Dipterocarpaceae
- Caryocaraceae
- Theaceae
- Actinidiaceae
- Scytopetalaceae
- Pentaphylacaceae
- Tetrameristaceae
- Pellicieraceae
- Oncothecaceae
- Marcgraviaceae
- Quiinaceae
- Elatinaceae
- Paracryphiaceae
- Medusagynaceae
- Clusiaceae

En l'APG II system (usat aquí) els tàxons implicats s'assignen a molts ordres diferents, entre els quals es troben els Ericales, Malvales, i Malpighiales.